# Oded
Oded (hebräisch עוֹדֵד Ōḏêḏ) war der Name zweier in der Bibel, jeweils im 2. Buch der Chronik, erwähnter Personen.

## Vater des Propheten Asarja
Im 15. Kapitel des 2. Chronikbuches wird von einem Propheten Asarja, der Sohn Odeds, berichtet, der zur Zeit des Königs Asa lebte und auf dessen Initiative hin der König sich vom Götzendienst ab- und dem HERRN zuwandte (2 Chr 15,1.8 ). Der Prophet wird damit als eine Art auslösendes Moment für die Erneuerung und Reinigung des Kults durch Ahas, wie sie im 1. Buch der Könige (1 Kön 15 ) beschrieben sind, dargestellt.

## Prophet in Samaria
Im 28. Kapitel des 2. Chronikbuches wird über Ereignisse im Rahmen des Syrisch-Ephraimitischen Kriegs berichtet in deren Folge eine große Zahl von Einwohnern Judas nach Samaria als Gefangene verschleppt wurden. Diesem Heer ging ein Prophet namens Oded entgegen und wies seine Landleute darauf hin, dass sie kein Recht haben ihre Brüder aus dem Süden zu versklaven, sondern damit selbst Schuld vor Gott auf sich laden würden. In der Folge traten dann auch noch einige Sippenoberhäupter aus dem Stamm Ephraim, die erkannten, dass sie ihre Schuld wegen des Götzendienstes vor Gott vergrößern würden, auf und sprachen sich ebenfalls für die Freilassung der Gefangenen aus. Daraufhin gaben die Kriegsleute die Gefangenen frei und brachten die Kranken sogar selbst bis nach Jericho im Land Juda (2 Chr 28,9-15 ).